# ألكسندر شالنبيرغ
ألكسندر غيورغ نيكولاوس شالنبرغ (بالألمانية النمساوية: Alexander Georg Nicolas Schallenberg) (من مواليد 20 يونيو 1969)، هو دبلوماسي وقانوني وسياسي نمساوي، شغل منصب وزير الخارجية من عام 2019 حتى عام 2025، باستثناء فترة وجيزة من أكتوبر حتى ديسمبر 2021، حين تولى منصب المستشار السابع والعشرين للنمسا، كما تولّى المنصب مرة أخرى بصفة مؤقتة من يناير حتى مارس 2025.
ينتمي شالنبرغ إلى حزب الشعب النمساوي، وشارك في حكومتي بيرلاين وكورز الثانية كوزير للخارجية، قبل أن يُعيَّن مستشارًا للنمسا خلفًا لسباستيان كورتس في 11 أكتوبر 2021، بعد إعلان الأخير استقالته. وقد تولّى رئاسة الحكومة في إطار ما عُرف بـ حكومة شالنبرغ، واستمرت ولايته الأولى نحو شهرين فقط، حيث أعلن عزمه على الاستقالة في 2 ديسمبر 2021، ودخلت حيز التنفيذ في 6 ديسمبر من العام ذاته، فعاد بعدها إلى منصبه كوزير للخارجية.
وفي 10 يناير 2025، عيّنه الرئيس ألكسندر فان دير بيلن مستشارًا مؤقتًا عقب استقالة المستشار كارل نيهامر، الذي كان قد تولى المنصب مؤقتًا منذ أكتوبر 2024 بعد الانتخابات التشريعية.
ينتمي شالنبرغ إلى عائلة شالنبرغ الأرستقراطية، تخرج في كلية أوروبا، وبدأ مسيرته المهنية كدبلوماسي محترف. لعب دورًا بارزًا في وزارة الخارجية، حيث عيّنه سباستيان كورتس مديرًا للتخطيط الاستراتيجي للسياسة الخارجية ورئيسًا لقسم الشؤون الأوروبية، قبل أن يضمه لاحقًا إلى التشكيلة الوزارية كوزير للخارجية في عام 2019.